# Formica fukaii
Formica fukaii is een mierensoort uit de onderfamilie van de schubmieren (Formicinae). De wetenschappelijke naam van de soort werd voor het eerst geldig gepubliceerd in 1914 door William Morton Wheeler.